# Gandanameno
Gandanameno – rodzaj pająków z rodziny poskoczowatych. Obejmuje pięć opisanych gatunków.

## Morfologia
Karapaks miewa część głowową szerszą niż dłuższą lub dłuższą niż szeroką. Oczy pary tylno-bocznej są wysunięte ku przodowi i szeroko rozstawione, oddalone od siebie dalej niż od oczu przednio-bocznej pary. W przeciwieństwie do pokrewnego Dresserus wzgórki z oczami pary przednio-bocznej u samców nie są uwydatnione. Opistosoma (odwłok) ma siteczko przędne dwudzielne, rzadko ze śladami czterodzielności.  Kądziołki przędne pary tylno-środkowej u samicy są podzielone i zaopatrzone w liczne, krótkie, stożkowate gruczoły przędne. Nogogłaszczki samca mają embolus robiący około trzech pętli wokół brzusznej strony bulbusa oraz wyrastający ze środka tegulum, zaopatrzony w szereg szczecinek konduktor. Płytka płciowa samicy cechuje się otworami kopulacyjnymi szeroko rozdzielonymi rejonem owłosionego oskórka i nieco silniej wyrażonymi niż u Dresserus parzystymi przedsionkami. Wulwa ma spiralnie skręcone i przypuszczalnie robiące trzy pętle wokół przewodów zapłodnieniowych przewody kopulacyjne oraz wystające przed główki spermatekalne zbiorniki nasienne.

## Biologia i występowanie
Pająki te zasiedlają sawannę, parki i ogrody. Bytują w szczelinach pod skałami, kamieniami czy korą drzew. Konstruują tam rurkowate oprzędy dochodzące do metra długości. Resztki ofiar umieszczane są na spodzie oprzędów.
Samce osiągają dojrzałość w niespełna rok od wylęgu, natomiast samicom zajmuje to dłużej. W ciągu życia mogą wytworzyć wiele kokonów.
Przedstawiciele rodzaju zamieszkują krainę etiopską, głównie Afrykę Południową, ale także Afrykę Wschodnią. 

## Taksonomia
Takson ten wprowadzony został w 1967 roku przez Pekkę Lehtinena poprzez wyodrębnienie kilku gatunków z rodzaju Eresus. Według wyników molekularnej analizy filogenetycznej Jeremiego A. Millera i innych z 2012 roku zajmuje on pozycję siostrzaną względem rodzaju Dresserus, tworząc z nim klad siostrzany dla rodzaju Seothyra.
Do omawianego rodzaju zalicza się pięć opisanych gatunków:
- Gandanameno echinata (Purcell, 1908)
- Gandanameno fumosa (C.L. Koch, 1837)
- Gandanameno inornata (Pocock, 1898)
- Gandanameno purcelli (Tucker, 1920)
- Gandanameno spenceri (Pocock, 1900)